# Doro da Benevento
Doro da Benevento (V secolo) è stato un vescovo italiano di Benevento, venerato come santo dalla Chiesa cattolica.

## Biografia
I cataloghi tradizionali dei vescovi di Benevento, a partire da quello redatto da Mario de Vipera nel 1636, riportano due vescovi beneventani di nome Doro: il primo, qualificato come santo, fu successore di san Gennaro attorno all'anno 320; il secondo visse a metà del V secolo. Secondo Francesco Lanzoni, potrebbe trattarsi di un unico vescovo, duplicato nella cronotassi beneventana; dello stesso parere è Pietro Burchi, nella voce su san Doro nella Bibliotheca Sanctorum, che esclude l'esistenza del vescovo del IV secolo, identificandolo con l'omonimo citato nell'epistolario di papa Leone Magno.

### Doro I
Falcone, storico longobardo (ca. 1070-1144), nel suo Chronicon Beneventanum, riferisce che il 15 maggio 1119 Landolfo, arcivescovo di Benevento, trovò diversi corpora sanctorum, ossia le reliquie di diversi santi, tra cui quelle di san Doro, la cui ricorrenza liturgica venne inserita nel calendario liturgico beneventano alla data del 20 novembre.
Successivamente, storici locali, inserirono san Doro, ritenuto un vescovo di Benevento, nei cataloghi episcopali al IV secolo, o assegnandoli la data del 320, dopo san Gennaro.
Il vescovo Doro è ricordato nel Martirologio romano al 20 novembre: «A Benevento, in Campania, san Doro, vescovo».

### Doro II
L'omonimo vescovo del V secolo è documentato storicamente da una lettera di papa Leone I indirizzatagli l'8 marzo 448. Doro era stato accusato di aver trasgredito le regole della disciplina ecclesiastica, perché aveva messo al primo posto del presbiterio locale il prete Eucarpio, recentemente consacrato, non rispettando in questo modo l'ordine stabilito dal merito e dall'anzianità; il papa perciò intima a Doro di rimettere ordine nel suo clero, sotto la supervisione di Iulius, probabile vescovo di Pozzuoli.